# 加太邦憲
加太 邦憲（かぶと くにのり、嘉永2年5月19日（1849年7月8日）- 昭和4年（1929年）12月4日）は戦前日本の司法官僚、政治家。桑名藩士、大津始審裁判所長、京都始審裁判所長、大阪控訴院長、貴族院勅選議員。初名は三治郎、後に縫殿介。実名は孝基。号は吉甫、白鷹。

## 概要
幕末に桑名藩士として生まれた。禁門の変後、桑名藩の京都警備に当たったが、この時フランス兵学を学んだことを契機として、洋学を志した。東京に遊学し、村上英俊私塾、大学南校等を経て司法省明法寮に入学し、ボアソナード等に最新のフランス法を学び、第1期生として卒業した。
卒業後しばらく東京法学校に留まった後、フランス、ドイツに留学し、帰国後大津始審裁判所長、京都始審裁判所長、大阪控訴院長を歴任した。
眼病のため退職後、貴族院議員に勅選され、研究会、維新史料編纂会等で活動した。

## 生涯

### 桑名時代
嘉永2年（1849年）5月19日、伊勢国桑名城内外堀（三重県桑名市外堀）に、桑名藩士加太喜内孝喜の三男として生まれた。誕生間もない嘉永6年（1853年）にはペリー来航によって幕末の動乱へと突入することとなり、安政元年（1854年）1月父孝喜も桑名藩兵として江戸洲崎の警備に当たった。
また、幕末の桑名は多くの天災にも見舞われ、安政元年6月14日の伊賀上野地震では家の北側の板屋根が崩壊した、11月4日には父青木市左衛門に手習い中安政東海地震に遭遇した。万延元年（1860年）6月7日、祖父母百日忌の翌日、暴風雨で赤須賀村の堤防決壊のため萱町法盛寺に避難し、屋敷は床上浸水の被害を受けた。
安政2年（1855年）、隣町の大塚晩香に『唐詩選』『三体詩』を習い、安政3年（1856年）夏より晩香私塾で秋山断、小山正武、町田鎌五郎と机を並べた。安政4年（1857年）1月藩校立教館にも入学し、早朝私塾、午後偶に藩校に出席する生活を送った。
幼少時は水泳、遊漁、山狩を好んだ。また、写書を好み、11歳で『東国太平記』部分、12歳で『豊臣武鑑』、13歳で『家忠日記』、14歳で『三河後風土記』部分、「白鹿洞書院掲示」を写した。15歳頃より杉山氏に甲州流軍学を学んだ。15歳より新陰流剣術、風伝流槍術、渡辺流砲術を学び、剣術、槍術で師範の免許を得た。

### 京都勤務
親藩桑名藩は幕府との繋がりから藩主松平定敬は京都所司代に任命され、父孝喜や叔父青木市左衛門は上京して京都警備に当たり、元治元年（1864年）8月の禁門の変に遭遇する。10月、京都の治安が回復を見ると、父に戦跡が消えないうちに京都を見学するよう呼び出された。生まれてから1度も伊勢を出たことがなく、河川は東か南へ流れるものしか知らなかったため、近江国に入り水口宿で横田川が西側へ流れるのを目撃した時には、大きな衝撃を受けたという。
京都では京都所司代西隣千本屋敷に父と同居し、当初は1ヶ月滞在の予定だったが、しばらく留まることになり、京都所司代広間番を命じられ、取次役が定座の時にはこれを代行した。
11月、天狗党が北陸街道を上洛すると、徳川慶喜の下で桑名藩も迎撃に参加し、12月3日、二条城馬場に父を見送った。12月14日、老職三輪権右衛門の下、会津藩と合同で京都御所建春門、宜秋門、清所門内部を警備した。
慶応元年（1865年）2月父と帰国し、立教館で下級生に四書五経素読、上級生に『左氏伝』『史記』『漢書』対読を行った。
慶応2年（1866年）3月、藩命により友人久松左源太と上京し、伯父長尾諫見が宿泊していた猪熊通丸太町角旅館に同宿し、後に共に千本桃林屋敷に移り、二条城二条口番士を勤め、午前は槍術と偶に馬術、午後は銃隊操練、雨天には兵学を学んだ。
慶応3年（1867年）3月任務を解かれ、両3日御所外郭内葉室侍従屋敷を警備した後、所司代広間番となり、また兵学を学び、練兵教授方に就任した。また、毎日午前中に所司代東隣演武場で会津藩蜷川忠次に宝蔵院流槍術を学んだ。5月任務を解かれてええじゃないか騒動の中を帰国し、9月に句読師となった。
10月上旬、藩に近代編制が導入され、久徳隼人大隊高木主鈴中隊に配属され、京都後詰一番口担当となった。慶応3年（1867年）1月14日、突如として慶喜が大政奉還を行うと、不測の事態に備え16日高木中隊も京都に召集されたが、何事もなく11月下旬に帰国した。

### 戊辰戦争
慶応4年（1868年）1月3日、高木中隊は慶喜上洛に随伴するため大坂へ出発したが、奈良で鳥羽・伏見の戦いでの大敗を聞き、鈴木四方之助と前衛を勤め、敵軍を避けながら11日桑名に帰還した。
城内は東下派と恭順派で紛糾したが、定敬と血縁のない養子松平万之助を擁立して官軍へ恭順することで一致し、高木中隊は本統寺で長髪謹慎した。8月再開された藩校に勤務した。

### 東京遊学
京都で兵学を学んで以来、西洋語習得の必要性を感じていたため、謹慎解除後、早速同志6人と京都より英文典を取り寄せ、9月より英学者小沢圭次郎に就いたが、これが藩校で議論となり、洋学禁止となったため、翌年1月に辞し、明治3年（1870年）2月下旬、家族で集めた資金で東京遊学に出た。
3月9日東京に到着し、八丁堀の藩邸勤番小屋に仮寓した後、深川猿江町の村上英俊私塾でフランス学を学んだ。明治3年（1870年）3月百官名が禁止されたため、縫殿介の称を廃し、英俊の命名で『詩経』「文武吉甫、万邦為憲。」に因み号を吉甫、通称を為憲とした。
8月、仏学者箕作麟祥の評判を聞いて神田神保町の私塾に移ったが、授業体制が整っておらず、そこを住所として近くの大学南校に通学した。12月、藩の貢進生として南校寮に移り、フランス語で普通学を学んだが、明治4年（1871年）9月に貢進生に怠惰者が多いとして廃止され、浅草新福井町の松平家本邸に仮寓し、11月試験を経て改めて南校正則科に入学した。

### 司法省法学校
当初兵学の習得を目的としてフランス学を修めていたが、胃腸病のため軍務の道を断念したところ、司法省明法寮でフランス人法律家を招いて専門科を設立することを聞き、法学の道に進むことを決意し、明治5年（1872年）8月、井上正一、栗塚省吾、熊野敏三、磯部四郎、木下広次、岸本辰雄、宮城浩蔵、小倉久等と共に司法省法学校に転校し、ジョルジュ・ブスケに法律、リブロールに普通学を学んだ。明治7年（1874年）4月にはボアソナードが赴任した。
7月19日、ブスケと東北地方旅行へ赴いたが、ブスケはその日に帰京し、主に単独で高崎、信濃、草津、沼田、会津、猪苗代、米沢、山形、仙台、松島、金華山等を巡った。
明治9年（1876年）7月第1期生として法学校を卒業後、法学校に留まって生徒の監督、教育に当たった。8月、桑名から一家を呼び寄せ、牛込区北町5番地（新宿区北町）の御徒組屋敷跡に住んだ。
明治10年代にはフランス法律書、ボアソナード講義を翻訳して司法省に献上し、また箕作麟祥の先訳があったフランス民法条文を、法律専門の教育を受けた経験を元により正確に再訳した。
明治16年（1883年）7月、横浜から海路北海道に渡り、函館、銭函、札幌、幌内、空知、江別、室蘭を巡った。
明治17年（1884年）12月、文部卿大木喬任、司法卿山田顕義と協議の上、法学校正則部を文部省に移管して東京法学校とし、9月東京大学法学部長となり、更に帝国大学総理加藤弘之より法科教授の誘いを断った。

### 洋行
明治19年（1886年）、司法省法学校で学生派遣の義が起こると、在官者の自費参加を横田国臣等と司法大臣山田顕義に駆け合い、司法官僚横田国臣、近藤鎮三、高木豊三、一瀬勇三郎、藤堂融、学生田部芳、小宮三保松、富谷鉎太郎、石渡敏一、視察松岡康毅、平島及平と共にヨーロッパ留学が決まった。
スエズ運河航路よりマルセイユ、パリを経て5月13日ベルリンに到着し、ベルリン大学でブルンネルに民法、ダンバハに国際法、ペルニースにパンデクテン、ルボーに刑法、ダンバハに刑事訴訟法、コーレルに民事訴訟法を学んだ。
単身ワルシャワ、モスクワ、サンクトペテルブルクを巡り、3月から4月にかけて丸山作楽と共にミュンヘン、ヴェローナ、ミラノ、トリノ、ジェノヴァ、ローマ、ブダペスト、ウィーンを巡った。
明治21年（1888年）9月1日ライプツィヒに移り、ライプツィヒ大学でゾームに商法、フリドベルヒに法律・歴史、ワフに民事訴訟法、破産法を学び、ライプツィヒ地方裁判所評定官レンホルムを雇って司法実務を調査した。
9月パリカルチエ・ラタンに移り、パリ控訴院代訟人ボワゼル事務所で司法実務を調査し、リヨン・カンに比較商法を学んだ。5月11日期間が満了し、ロンドン、ニューヨーク、サンフランシスコ、ハワイを経由して7月5日横浜に帰着した。

### 裁判所長歴任
洋行中、浦和裁判所長への配属が内定していたが、大木喬任、山田顕義より京都第三高等学校法学部の組織管理を頼まれたため、司法実務に就きたい旨を伝えると、大津始審裁判所長に変更され、法学部で裁判所構成法、民事訴訟法を講義した。明治24年（1891年）、京都地方裁判所長となり、上京区土手町通の北垣国道所有旧河原御殿に住み、5年後下立売通烏丸の官舎に移った。
明治29年（1896年）、東京地方裁判所長として単身赴任した。明治31年（1898年）4月15日、八丈島、小笠原諸島に渡り、裁判所設置を協議した。
明治31年（1898年）、司法省で人事改革により藩閥派が一掃され、大阪控訴院長に就いた。
明治38年（1905年）春リウマチを発症、初秋眼病が再発したため、10月27日休職を願い出た。11月6日休職を許され、大阪ホテルで法曹界500人で送別会が行われた。明治40年（1907年）旧居西隣北町6番地に移転し、明治41年（1908年）5月旧居を福原鐐二郎に売却した。

### 貴族院議員
明治43年（1910年）12月27日、貴族院勅選議員に任じられた。
明治45年（1912年）6月、柳沢保恵、前田利定、水野直、安場末喜、坪井九八郎、小野田元熈、高崎親章、杉田定一、堀正一、鎌田栄吉と共に中華民国、朝鮮視察に参加した。6月1日門司、上海、蘇州、南京、漢口、北京、万里の長城、天津、塘沽、営口、大連、旅順、ハルビン、長春、撫順、奉天、安東県、京城、平壌、釜山を経て下関に帰国した。
大正2年（1913年）1月6日、再発を繰り返していた左眼虹彩炎に付き、九段下の河本重次郎病院で手術を受けたが、その後も再発し、ほぼ失明するに至った。
大正7年（1918年）5月福島、米沢、新庄、鶴岡、酒田、秋田、弘前、青森、八戸、鮫港、盛岡、松島、仙台、福島、郡山、平、水戸を巡視した、大正13年（1924年）10月にも奥羽を旅行した。
大正12年（1923年）の関東大震災では、地盤の強い牛込の自宅は屋根瓦落下、多少の亀裂に留まった。
大正14年（1925年）5月、軽い脳溢血に罹り、神経衰弱を併発した。昭和3年秋腎臓炎を発し、急性心臓性喘息を患い、昭和4年（1929年）11月30日昼食後に昏睡状態になり、12月4日午前7時50分、牛込北町の自宅で死去した。12月6日青山葬儀所で葬儀が行われ、谷中坂町玉林寺後山に葬られた。法号は邦憲院殿彰誉白鷹居士。

## 経歴

### 桑名藩
- 文久2年（1862年）10月15日 表書院にて松平定敬拝謁[1]
- 元治元年（1864年）
  - 京都所司代広間番[15]
  - 12月14日 三輪権右衛門隊附[17]
- 慶応元年（1865年）5月 句読師加勢[17]
- 慶応元年（1865年）8月 句読師[17]
- 慶応3年（1867年）
  - 3月 京都所司代広間番、練兵教授方[21]
  - 10月上旬 久徳隼人大隊高木主鈴中隊[24]。
- 明治元年（1868年）8月 句読師[30]
- 明治2年（1869年）1月15日 御広間御番、三人扶持[67]
- 明治2年（1869年）10月 銃隊操練教授方[68]。
- 明治3年（1870年）
  - 2月 家督相続、馬廻役[68]
  - 12月 貢進生[69]

### 司法省
- 明治5年（1872年）8月19日 明法寮生徒[69]
- 明治9年（1876年）
  - 7月26日 十等出仕[69]
  - 9月7日 普通学教師手伝兼生徒取締[69]
- 明治10年（1877年）
  - 1月13日 五等属[69]
  - 9月26日 四等属[69]
- 明治12年（1879年）8月12日 三等属[69]
- 明治13年（1880年）
  - 4月16日 二等属[69]
  - 9月17日 一等属[69]
- 明治15年（1882年）12月22日 権少書記官、第七局副長[69]
- 明治17年（1884年）7月16日 書記局詰学務課長[69]
- 明治19年（1886年）
  - 1月20日 翻訳課長[69]
  - 2月10日 少書記官[69]
  - 2月16日 部内行政裁判事務取調[69]
  - 2月6日 判事、六等官、大審院詰[69]
  - 7月10日 始審裁判所判事[69]
  - 8月20日 東京始審裁判所詰[69]
- 明治23年（1890年）8月11日 大津始審裁判所長[69]
- 明治24年（1891年）2月7日 京都地方裁判所長[69]
- 明治29年（1896年）12月24日 東京地方裁判所長[69]
- 明治30年（1897年）
  - 2月2日 裁判所及検事局事務章程調査委員[51]
  - 7月1日 高等官二等[69]
- 明治31年（1898年）6月28日 大阪控訴院長[69]
- 明治34年（1901年）3月10日 高等官一等[69]
- 明治38年（1905年）2月6日 休職[69]
- 明治44年（1911年）1月11日 退職[69]

### 国会
- 明治43年（1910年）12月27日 貴族院議員[69]
- 明治45年（1912年）1月16日 維新史料編纂会委員[69]
- 大正6年（1917年）10月 研究会常務委員[70]
- 大正7年（1918年）11月 研究会常務委員再選[70]
- 大正8年（1919年）7月9日 臨時法制審議会委員[69]

### その他
- 明治16年（1883年）松平家家事相談役[71]
- 明治17年（1884年）
  - 6月 東京仏語学校校主兼校長[72]
  - 12月11日 文部省御用掛兼務[69]
  - 12月12日 東京法学校長心得[69]
- 明治18年（1885年）
  - 7月10日 文部少書記官兼任[69]
  - 9月29日 東京大学法学部長心得[69]
- 明治19年（1886年）1月26日 依願免兼官[69]
- 明治23年（1890年）9月1日 第三高等学校法学部教務[69]
- 明治31年（1898年）関西法律学校校長[73]
- 明治41年（1908年）末 松平家家事相談役[57]
- 明治42年（1909年）日仏協会評議員[74]

### 栄典
- 明治16年（1883年）2月3日 正七位[69]
- 明治17年（1884年）11月17日 法学士[69]
- 明治19年（1886年）11月26日 正六位[69]
- 明治25年（1892年）
  - 2月27日 従五位[69]
  - 6月29日 勲六等瑞宝章[69]
- 明治29年（1896年）6月30日 勲五等瑞宝章[69]
- 明治30年（1897年）3月23日 正五位[69]
- 明治31年（1898年）6月28日 勲四等瑞宝章[69]
- 明治35年（1902年）
  - 3月10日 従四位[69]
  - 6月30日 勲三等瑞宝章[69]
- 明治44年（1911年）3月10日 正四位[69]
- 大正2年（1913年）韓国併合記念章[75]
- 大正5年（1916年）4月1日 旭日中綬章[69]
- 大正9年（1920年）4月24日 勲二等瑞宝章[69]
- 昭和4年（1929年）12月4日 贈従三位[69]

## 著書

### 訳書等
- ピコウ著『仏国民法釈要』律書館、明治12年（1879年）12月
- アドリアン・ジュラン（フランス語版）著『仏国県会法詳説』司法省、明治13年（1880年）3月
- ボアソナード口述『法律大意講義』司法省、明治13年（1880年）6月
- ボアソナード口述、一瀬勇三郎・藤林忠良共訳『日本民法草案講義』司法省、明治13年（1880年）
- フォースタン・エリー（フランス語版）著『仏国刑律実用』司法省、明治15年（1882年）
- ルイ・トリピェー編、中村健三共訳『仏蘭西民法』司法省、明治16年（1883年）
- カミュゼー著『仏国訴訟法撮要』司法省、明治19年（1886年）
- ジョルジュ・アッペール著、藤林忠良共編『仏和法律字彙』、知新社、明治19年（1886年）

### 自著
- 『桑名開城の顛末』＜第六回公演速記録＞維新史料編纂会、大正2年（1913年）
- 『桑名藩京都所司代中の事情』＜第七回公演速記録＞維新史料編纂会、大正9年（1920年）
- 『欧洲紀行』加太邦憲、大正12年（1923年）
- 『加太氏族譜』加太邦憲、大正14年（1925年）
- 『加太邦憲自歴譜』加太重邦、昭和6年（1931年）

## 加太家
平盛国流関氏庶流で、鈴鹿郡加太村（亀山市）を本拠とした鹿伏兔氏の一族で、近世初期より久松松平家に仕え、転封に従い伊予松山藩、陸奥白河藩、そして伊勢桑名藩に移った。
明暦3年（1657年）ごろに江戸に出た、一族の加太八兵衛は「伊勢八」の屋号の商人となる。幕末の豪商の七代目八兵衛が高名であるが、続く、明治期の八代目八兵衛で「伊勢八」は店を潰した。この一族の子孫に、作家の加太こうじ、ドイツ文学者山下肇がいる。山下の弟には、ロシア文学者泉三太郎や、映画館経営者の三浦大四郎らもいる。
祖父加太佐五兵衛孝厳（たかたけ）は桑名藩老臣吉村宣春四男。号は遊斎。祖父は万延元年（1860年）2月26日72歳、祖母は2月29日71歳で共に感冒で死去し、長寿院に葬られた。
父加太喜内孝喜は初名孝顕、号は羽扇。白河に生まれ、禁門の変、天狗党の乱鎮圧、鳥羽・伏見の戦いに参加し、江戸に逃れた後、明治8年（1875年）1月22日桑名で死去した。母、鶴子（文政8年（1825年）- 明治40年（1907年）2月28日）は藩士長尾元勲（もとたか）または元資五女。
長兄、長妹、次妹、長弟は早世し、次兄・久米も嘉永5年（1852年）天然痘により6歳で死去した。弟・頼茂は明治4年（1871年）叔父青木市左衛門頼救養子となり、陸軍歩兵少佐として西南戦争、日清戦争、日露戦争に参加した。妹・勝は明治10年（1877年）5月榎本師美に嫁ぐ。妹・常は明治19年（1886年）4月13日鈴木長利に嫁ぎ、明治26年（1893年）12月7日死去。
明治6年（1873年）7月9日、父・孝喜の同僚、鵜飼兵右衛門貴良次女・歌子を娶り、2女3男を儲けた。
長男重邦は明治12年（1879年）8月11日に生まれ、明治40年（1907年）7月法科大学卒、住友銀行勤務。次男良邦は明治18年（1885年）5月12日に生まれるも、19日死去。三男・安邦は明治24年（1891年）3月22日に生まれ、大正3年（1914年）7月京都法科大学卒、三井銀行勤務。
長女・徳は明治10年（1877年）6月2日に生まれ、明治29年（1896年）6月判事法学生前沢成美に嫁ぐ。次女・直子は明治15年（1882年）6月18日に生まれ、明治35年（1902年）11月2日逓信省技師・堤正義に嫁ぐ。
孫に加太光邦、曾孫に法政大学助教授加太宏邦。